# Félicien Chadeigne
Félicien Pierre Louis Chadeigne né le 2 octobre 1848 à La Châtre (Indre) et mort le 13 septembre 1925 à Paris 18e , est un musicien, chef d'orchestre et compositeur français.
Il est le père du pianiste Marcel Chadeigne.

## Biographie
Fils d'un professeur de musique de La Châtre devenu marchand de vins à Paris, Félicien Chadeigne débute en 1874 comme violon soliste dans l'orchestre du Concert Valentino, avant de devenir dix ans plus tard chef d'orchestre du Concert des Ternes. De cette époque, on lui doit des polkas-mazurkas ainsi que de la musique d'opérettes et sans doute aussi, nombre de musiques de scène qui n'ont pas été conservées. Entré ensuite à l'Opéra de Paris comme pianiste, puis au lycée Buffon comme professeur de violon, il est nommé officier d'Académie le même jour que son fils, le 3 janvier 1904.
Veuf de Lucie Aubertie (1852-1901), institutrice puis directrice d'école maternelle, Félicien Chadeigne était remarié depuis 1905 avec Marie Eugénie Marquis.

## Œuvres
Musique d'opérette
- 1885 : Les Grandes manœuvres, opérette en 1 acte, livret d'Édouard Norès et Albert Cahen, au Concert des Ternes (24 janvier)[8]
- 1887 : Les deux Alcides, opérette en 1 acte, livret d'Émile Broguit[9], au Concert des Ternes (2 avril)

Musique de danse
- 1884 : Lucie, polka-mazurka pour piano, Paris, Delanchy et Cie éditeur[10]
- 1892 : Fleur de printemps, polka pour piano, Paris, A. Manuel éditeur[11]